# Emma Duffin
Emma Duffin (8 novembre 1883 - 31 janvier 1979) est une infirmière, une journalière et une assistante sociale d'Irlande du Nord.

## Jeunesse
Emma Sylvia Duffin naît au 26 University Square à Belfast le 8 novembre 1883. Ses parents sont Adam et Maria Duffin (née Drennan). Elle est la quatrième fille de leurs sept filles et deux fils. Les Duffins et les Drennans sont liés en affaires et en politique, avec une tradition de participation à la vie publique, et font partie de la Non-subscribing Presbyterian Church. Son grand-père maternel est William Drennan. Toutes les filles de Duffin reçoivent une éducation privée par leur mère et par des gouvernantes allemandes, et toutes les sept fréquentent le Cheltenham Ladies' College. Duffin fréquente le Collège en mai 1900, puis fréquente une école à Shrewsbury en 1903, et prend des cours au Belfast Art College. Elle souhaite poursuivre une carrière dans l'illustration de livres. Elle illustre des livres pour enfants et des livres de vers écrits par ses sœurs, Celia et Ruth. Ruth est la première directrice d'une résidence pour femmes, le Riddel Hall à l'Université Queen's de Belfast,. De 1911 à 1912, Duffin travaille pour la famille Van Bochen en tant que gouvernante en Poméranie, en Allemagne. 

## Pendant la Première Guerre mondiale
Après le déclenchement de la Première Guerre mondiale, Duffin et trois de ses sœurs s'enrôles dans les infirmières du détachement d'aide volontaire (VAD). Appelée à l'automne 1915, elle est envoyée dans un hôpital général d'Alexandrie en Égypte. Même si elle manque d'expérience en soins infirmiers, à 31 ans, elle est plus âgée que la plupart des VAD. À mesure que son expérience grandit, elle est affectée à différents services. Elle s'inscrit pour 6 mois supplémentaires en 1916 et est affectée au Havre en France, d'abord dans un hôpital d'isolement puis à La Gare. La Gare est une ancienne gare qui sert de grand centre pour les soldats gravement blessés. Là-bas, Duffin soigne des hommes qui ont souffert dans les tranchées. Le travail est dur et les conditions de vie des infirmières sont difficiles. Duffin travaille également sur les quais avec des hommes soignés avant leur rapatriement, elle y travaille jour et nuit et passe des semaines sans changer de vêtements. Plus tard cette année-là, elle est transférée dans un autre hôpital du Havre, qui avait été un hôtel.
À l'automne 1917, elle vit dans une ancienne auberge d'émigrants infestée de punaises de lit et où une fuite fait que son lit est trempé par la pluie. Lorsque la pandémie de grippe de 1918 frappe, Duffin est déployée à l'hôpital du Quai, soignant des centaines de prisonniers de guerre allemands blessés et malades lors de leur envoi en Angleterre. En entrant en contact avec les uniformes et la literie des soldats, Duffin subit un gazage secondaire. Là et à Calais au début de l'automne 1918, Duffin subit des raids aériens nocturnes. Dans son journal, elle décrit de façon vivante le jour de l'armistice du 11 novembre 1918 à Calais. Elle n'est démobilisée qu'au printemps 1919, retournant à Belfast pour vivre avec sa mère et ses sœurs célibataires dans la nouvelle maison familiale de Dunowen sur Cliftonville Road à Belfast.
Duffin tient un journal avec quelques descriptions pendant son service et écrit un long récit plus formel après la guerre. Inhabituel pour de tels récits, elle sympathise avec les prisonniers allemands, écrivant sur la façon dont ils lui sont reconnaissants de pouvoir leur parler en allemand et pour ses petites bontés envers eux. Son journal documente ses expériences de guerre, mais aussi des détails sur l'étiquette et les procédures infirmières. Contre son gré, elle est promue infirmière auxiliaire, elle ne veut pas affecter son statut de volontaire et elle refuse par la suite la formation pour poursuivre une carrière d'infirmière. Elle est mentionnée dans des dépêches en décembre 1918,.

## Après la guerre
La mère de Duffin est impliquée au Belfast Council of Social Welfare depuis sa fondation en 1906. Sa mère vit jusqu'à 100 ans et meurt en 1954, lorsque Duffin reprend son rôle. Elle a siégé au comité de la société à partir de 1923 et en est secrétaire de 1933 à 1953. La société est un groupe de coordination des organismes de bienfaisance de Belfast, fournissant un soutien financier et social aux familles pauvres, enquêtant sur les circonstances sociales des cas, pionnier de l'aide et des conseils juridiques gratuits, et est impliquée dans la fourniture de logements subventionnés. Duffin met sur pied le comité de suivi des hôpitaux de Belfast, employant des personnes pour soutenir les personnes sorties de l'hôpital. Elle fait pression sur des fonctionnaires et des responsables de la Belfast Corporation sur la conception des logements sociaux à la fin des années 1930. Elle est présidente du Council of Social Welfare du Women's Advisory Housing Council d'Irlande du Nord de 1943 à 1947.
Duffin recommence à écrire un journal après le déclenchement de la Seconde Guerre mondiale en 1939. Aux côtés d'autres anciens VAD, Duffin est invité à se porter volontaire pour fournir les premiers soins. En février 1940, elle est nommée commandant des VAD à l'hôpital militaire de Stranmillis, posté plus tard à l'hôpital militaire de Donegall Road. Après le bombardement éclair de Belfast en avril 1941, Duffin participe à l'organisation de la morgue temporaire du marché de St George. En écrivant à ce sujet, elle déclare avoir trouvé beaucoup plus difficile de voir des morts violentes de masse à Belfast que pendant la Première Guerre mondiale. Elle sert jusqu'en 1943 à Bangor, date à laquelle elle est démobilisée. Pour son travail, elle reçoit une maîtrise honorifique du QUB en 1954,. Emyr Estyn Evans la mentionne dans son Encomium. Elle dépose son journal au Public Record Office d'Irlande du Nord dans le cadre de la plus grande collection Duffin. Plus tard, elle vit à Shimna, Newcastle, comté de Down. Elle meurt le 31 janvier 1979 et est enterrée dans le cimetière de St Colman, Newcastle avec ses sœurs, Dorothea, Sylvia et Celia.  Lors de la Journée internationale des femmes 2017, une blue plaque est érigée à Duffin dans son ancienne maison sur la place de l'Université, à Belfast, dévoilée par Sarah Bracher et sa petite-nièce Emma Makin.